# スナゴケ
スナゴケ（Racomitrium canescens）は、シッポゴケ目ギボウシゴケ科の蘚類。苔玉や屋上緑化の材料として利用されることがある。

## 分布
北半球の温帯域から亜寒帯域に分布する。日本にも全国的に分布が見られる。

## 特徴
日当たりの良い湿った土壌の上や岩上に群生する。茎は3-5cmで直立または斜上、茎には葉が密につく。葉は長卵形で、葉縁は外側に反り返る。蒴は長卵形で、長さ1.5cmほどの柄の先につく。

## 類似種
ハイスナゴケ (Racomitrium ericoides)や R. elongatum などと類似する。

## 利用
苔玉の材料として用いられる。また光と水だけで生育し、土がなくても生育可能とされていることから、緑化資材として注目を集めている。栽培技術も確立されており、超軽量の緑化資材として断熱効果や気温緩和効果を期待されている。
2010年、東京都目黒区自由が丘に世界初の、機体上部にスナゴケを利用したシートを設置した自動販売機が設置され、断熱とCO2削減効果を期待されている

。